# Miguel Núñez
Miguel Núñez (Santo Domingo, República Dominicana, 5 de julio de 1958) es un médico, teólogo, predicador, misionero, escritor, erudito bíblico y pastor bautista dominicano-estadounidense de Ministerios Integridad & Sabiduría.

## Biografía

### Familia
Miguel Núñez nació en Santo Domingo, República Dominicana, el 5 de julio de 1958. Vive en Santo Domingo y está casado hace 42 años con la Dra. Catherine Scheraldi, quien también ejerce la medicina con especialización en Endocrinología.

### Educación
El Dr. Miguel Núñez se graduó de la Facultad de Medicina del Instituto Tecnológico de Santo Domingo en 1980  y cursó sus especialidades en Medicina Interna de 1982 a 1985 en el Englewood Hospital and Medical Center y en Enfermedades Infecciosas de 1985 a 1987 en Nueva York. Facultad de Medicina. Practicó la medicina en los EE. UU  Durante 16 años y fue profesor clínico en la Escuela Icahn de Medicina en Monte Sinaí en Nueva York.
En 2010, Núñez completó su Maestría en Teología (ThM) en la Escuela Bautista del Sur de Estudios Bíblicos y en 2014 completó su Dmin en el Seminario Teológico Bautista del Suroeste.

### Trayectoria
Núñez es médico en ejercicio con especialización en Medicina Interna y Enfermedades Infecciosas y Pastor Principal de la Iglesia Bautista Internacional (IBI) en Santo Domingo, República Dominicana, es autor y creador del podcast “No es tan simple como parece” y del programa de televisión “Respuestas: Verdades Absolutas para un Mundo Relativo”. Junto a los Ministerios de Integridad y Sabiduría, el Pastor Núñez es anfitrión de la conferencia “Por Su Causa” todos los años.
Núñez es miembro del Consejo de la Coalición por el Evangelio (TGC) y miembro del Concilio de Masculinidad y Feminidad Bíblica (CBMW). También es vicepresidente de “Coalición por el Evangelio”, Director de Estrategia para América Latina en el Seminario Teológico Bautista del Suroeste y, desde 2016, profesor asociado de Liderazgo Pastoral.

## Obras publicadas
- Coautor de Seguirazgo: El acto de seguir y liderar simultáneamente. (30 de mayo de 2010)
- Enseñanzas que transformaron el mundo: Un llamado a despertar para la iglesia en Latino América (23 de septiembre de 2015)
- Vivir con integridad y sabiduría: Persigue los valores que la sociedad ha perdido (6 de septiembre de 2016)
- El Poder de la Palabra para Transformar una Nación: Un llamado bíblico e histórico a la iglesia latinoamericana (17 de febrero de 2017)
- ¡Latinoamérica despierta !: 95 tesis para la iglesia de hoy (15 de noviembre de 2017)
- Siervos para su Gloria: antes de hacer tienes que ser (16 de enero de 2018)
- Jesús: el hombre que desafió al mundo y confronta tu vida (29 de enero de 2018)
- Una iglesia conforme al corazón de Dios 2da edición: Cómo la iglesia puede reflejar la gloria de Dios (1 de julio de 2018)
- Coautor de Revolución Sexual (1 de octubre de 2018) junto a su esposa, Catherine Scheraldi.
- De pastores y predicadores (15 de mayo de 2019)
- Renueva tu mente: Una perspectiva bíblica del mundo y de la vida (25 de septiembre de 2020)
- Codirector del programa de televisión Respuestas: Verdades Absolutas para un Mundo Relativo .